# Муррайя Кёнига
Муррайя Кёнига (лат. Murraya koenigii) — растение семейства Рутовые, вид рода Муррайя, распространённое в тропических и субтропических районах Индии. Вид koenigii назван в честь Иоганна Герхарда Кёнига (1728—1785), который был миссионером и ботаником в Индии.

## Биологическое описание
Это невысокое дерево высотой до 4-6 м и с диаметром ствола до 40 см Листья перистые, с 11-21 листочками. Каждый листочек — 2-4 см длиной и 1-2 см шириной, с сильным ароматом. Цветки белые, ароматные. Плод — маленькая чёрная блестящая ягода.

## Использование
В Индии и Шри-Ланке листья растения широко употребляются как пряность, они являются классическим обязательным компонентом приправы карри. Плоды съедобны, но их семена ядовиты.
|  |  |  |